# Бай Кэмин
Бай Кэми́н (кит. 白克明, пиньинь Bái Kèmíng; род. в октябре 1943, уезд Цзинбянь, пров. Шэньси), китайский политик.
Член КПК с 1975 года, член ЦК КПК 16 созыва. Член ВК НПКСК 9 созыва.

## Биография
Окончил ракетно-инженерный факультет Харбинского военно-политехнического института, где учился в 1962-68 годах.
С 1993 года замзавотделом пропаганды ЦК КПК. С марта 2000 года замзаведующего Канцелярией ЦК КПК, также с июня того же года гендиректор «Жэньминь жибао».
В 2001—2002 годах глава Хайнаньского провинциального парткома и председатель СНП провинции.
В 2002—2007 годах глава парткома пров. Хэбэй и председатель СНП провинции
В 2007—2013 годах председатель Комитета ВСНП по делам образования, науки, культуры и здравоохранения.
Его супруга училась в Ленинграде в педагогическом институте им. Герцена.